# 2-Dezoksi-scilo-inozamin dehidrogenaza (SAM-zavisni)
2-Dezoksi-scilo-inozamin dehidrogenaza (-zavisni) (EC 1.1.99.38, btrN (gen)) je enzim sa sistematskim imenom 2-dezoksi-scilo-inozamin:S-adenosyl-L-metionin 1-oksidoreduktaza. Ovaj enzim katalizuje sledeću hemijsku reakciju
2-dezoksi-scilo-inozamin + S-adenozil--metionin {\displaystyle \rightleftharpoons } 3-amino-2,3-didezoksi-scilo-inosoza + 5'-dezoksiadenozin + L-metionin
Ovaj enzim učestvuje u biosintezi aminoglikozidnih antibiotika iz butirozinske familije. Enzim iz Bacillus circulans koristi S-adenozil--metionin (SAM), cf. EC 1.1.1.329, 2-dezoksi-scilo-inozamin dehidrogenaza.

## Literatura
- Nicholas C. Price; Lewis Stevens (1999). Fundamentals of Enzymology: The Cell and Molecular Biology of Catalytic Proteins (Third изд.). USA: Oxford University Press. ISBN 019850229X.
- Eric J. Toone (2006). Advances in Enzymology and Related Areas of Molecular Biology, Protein Evolution (Volume 75 изд.). Wiley-Interscience. ISBN 0471205036.
- Branden C; Tooze J. Introduction to Protein Structure. New York, NY: Garland Publishing. ISBN 0-8153-2305-0.
- Irwin H. Segel. Enzyme Kinetics: Behavior and Analysis of Rapid Equilibrium and Steady-State Enzyme Systems (Book 44 изд.). Wiley Classics Library. ISBN 0471303097.

## Spoljašnje veze
- 2-deoxy-scyllo-inosamine+dehydrogenase+(SAM-dependent) на 